# 国民軍 (トルコ独立戦争)

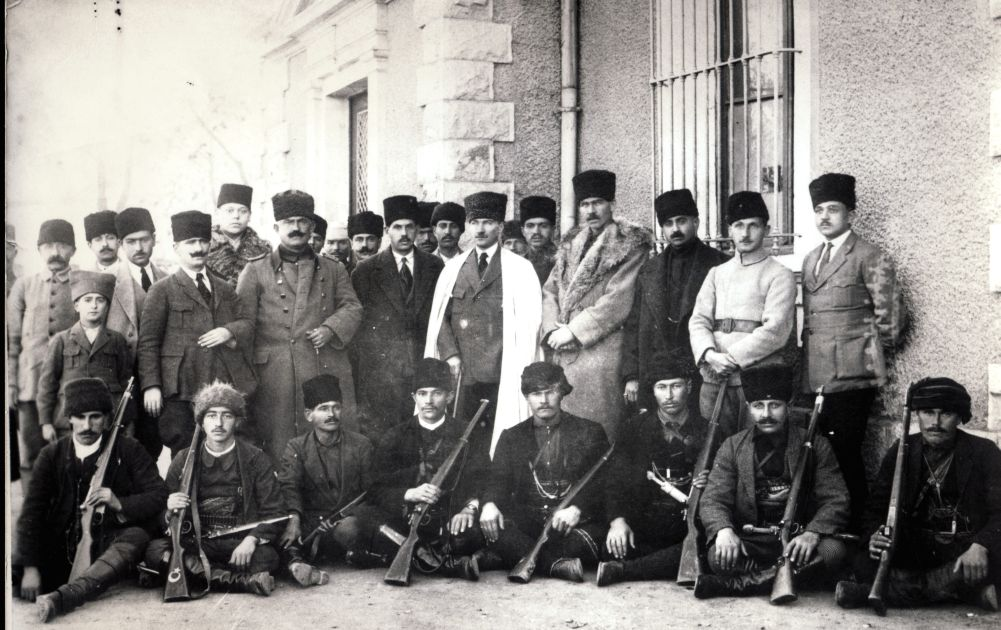

国民軍（こくみんぐん、 トルコ語: Kuvâ-yi Milliye）は、トルコのアナトリア地方がギリシャ、イギリス、フランス、イタリア、アルメニア連合により占領され、ムドロス休戦協定とともに不平等条約がつきつけられるなかで、複数の地域でオスマン帝国軍が武装し武器を分配したことで誕生した、トルコの国民反抗組織に与えられた名称である。国民軍はトルコ解放戦争の最初の防衛組織である。国民軍の構成員は1919年末までは西アナトリア地方において6500人から7500人程度であったが、1920年中ごろには15000人にまで達していたと推測されている。
最初の運動は南部戦線のデョルトヨル(Dörtyol)郡で1918年12月19日にフランスに対して始まった。この原因はフランスが占領においてアルメニアと共謀したことであった。第二の反抗運動はギリシャによるイズミル占領の後、国家主義者や愛国心をもつ将校が民衆を組織してエーゲ海地方で公式に開始した。西アナトリアの国民軍は正規軍が整備されるまでギリシャ軍に対してヒットエンドラン戦術などを用いて戦った。アダナ(Adana)、マラシュ(Maraş)、アンテップ(Antep)、ウルファ(Urfa)などの南部戦線地点では、秩序や規律を整えた国民軍がトルコ解放戦争を主導した。
活動の内容を記録した一部の書物がアリ・エレン(Ari Eren)によって明らかにされている。
地方の民間組織で武装集団として世に出た国民軍は規律ある軍隊である占領軍に対して、いわゆるゲリラ戦をとった。組織された抵抗運動は、イズミルがギリシャの手に落ちた後、エーゲ海地方で国民軍としてはじまり、独自の地方組織として広く知られるようになった。
地方組織である国民軍は、その後トルコ大国民議会の創設とともに統合され、第一次イノニュ戦争の時期には規律ある軍隊となっていた。
国民軍の第一の目標は国家及び民族の優越性を認めず、トルコ国民が自身の国旗の下で生きる権利と独自性を形成することであった。

## 国民軍成立の要因
- オスマン帝国が第一次世界大戦において敗北したこと。
- ムドロス休戦協定によってオスマン軍が武装解除されたこと。
- ダーマート・フェリト・パシャ(Damat Ferid Paşa)政府が占領に対して　穏健な態度をとらせるほかに対策や活動をとらなかったこと。
- ギリシャによるイズミル占領とギリシャの残虐行為。
- 連合国がムドロス休戦協定の取り決めを一方的に適用して非武装のアナトリアを部分的に占領したこと。
- 占領者がトルコ国民を弾圧したこと。
- オスマン帝国政府が国民の生命と財産を保障できなかったこと。
- 国民に国家主義や愛国主義の意識があったこと。
- 国民が民族を保護するとともに独自性、国旗、主権、自由の統合をはかったこと。
- 国民が自由な生活をのぞんだこと。

## 効用と特徴
- 国民闘争の最初の武装反抗勢力である。
- ムドロス休戦協定後のアナトリア占領に対してはじまった地域的な活動である。
- Kuva-yi Milliye統合の際、それぞれの関係は希薄で各自が各々の地方を守ろうと努め、唯一の本部を持っていなかった。
- ムドロス休戦協定で解散した兵士たちも活動に参加した。
- 占領勢力に対して多大な害を与えた。
- 規律軍隊に時間をもたらした。
- 占領下の国民にとって最後の希望となっていた。

## 解散の要因
- 戦法の技術を十分に身に着けずに、分裂し無秩序の状態で闘争を行ったこと。
- 整備された敵の軍隊を制圧する軍事力を持ち合わせていなかったこと。
- 占領に対して完全には制圧できなかったこと。
- 法治国家の理解に反して独自で判決し処罰したこと。
- アナトリア地方が断固として占領者からの自立を望まなかったこと。

規律ある軍隊へと変遷していく頃に構成員内で反抗が発生した。第一次イノニュ戦争の戦前にデミルジ・メフメット・エフェの反乱（Demirci Mehmet Efe Ayaklanması）が、そして戦後にはチェルケス・エトヘムの反乱（Çerkez Ethem Ayaklanması）が鎮圧された。